# Śródmieście (Starogard Gdański)
Śródmieście (również Centrum lub Stare Miasto) – część miasta Starogard Gdański, obejmująca o powierzchni 181 hektarów. Obejmuje historyczny teren miasta. Zamieszkują ją 6 584 osoby

## Zabytki
- Ratusz z XIX wieku,
- kościół św. Mateusza w Starogardzie Gdańskim z XIV wieku,
- kościół św. Katarzyny z 1802 roku,
- kamienica przy Rynku 16,
- starostwo powiatowe.

## Place i ulice

### Place
- Rynek,
- Plac 16 Dywizji,
- Plac Koszarowy,

### Ulice
- ul. Kościuszki,
- ul. Ignacego Jana Paderewskiego,
- ul. Józefa Hallera,
- ul. Tczewska,
- ul. Podgórna,
- ul. Spichrzowa,
- ul. Sambora,
- ul. Kozia,
- ul. Szewska,
- ul. Krzywa,
- ul. ks. Kellera,
- ul. Rycerska,
- ul. Jana Sobieskiego,
- ul. Basztowa,
- ul. Wodna,
- ul. Jana Kilińskiego,
- ul. Krótka,
- ul. Browarowa,
- ul. Boczna,
- trakt Ariego Izaaka Goldfarba.